# Escut de Mediona

Escut oficial de Mediona

L'escut oficial de Mediona té el següent blasonament:
Escut caironat: d'argent, tres faixes ondades d'atzur; ressaltant sobre el tot una mà esquerra ataronjada. Per timbre, una corona mural de poble.

## Història
Va ser aprovat el 26 de febrer del 2007 i publicat al DOGC el 20 de març del mateix any amb el número 4845.
L'escut d'ones d'argent i atzur són les armories dels barons o varvassors de Mediona, senyors del castell de la localitat des del segle x. Es tracta d'unes armes parlants que fan referència al nom del poble, igual com la mà (mà i ona), de procedència més recent, tot i que a l'església de Santa Maria (del segle xv), concretament a la pedra angular de la cúpula, ja hi ha una mà representada.